# Want to Want Me
Singles de Jason Derulo
Wiggle
(2014) Cheyenne
(2015)
Want to Want Me est une chanson du chanteur américain Jason Derulo. Le titre est sorti le 9 mars 2015. Il s'agit du premier extrait de son quatrième album Everything Is 4. Derulo a co-écrit la chanson avec Sam Martin, Lindy Robbins, Mitch Allan et Ian Kirkpatrick. Kirkpatrick est également le réalisateur artistique.

## Classements
| Classement (2015-2016)                  | Meilleure position |
| --------------------------------------- | ------------------ |
| Allemagne (Media Control AG)            | 2                  |
| Australie (ARIA)                        | 4                  |
| Autriche (Ö3 Austria Top 40)            | 1                  |
| Belgique (Flandre Ultratop 50 Singles)  | 18                 |
| Belgique (Wallonie Ultratop 50 Singles) | 17                 |
| Canada (Hot 100)                        | 5                  |
| Danemark (Tracklisten)                  | 5                  |
| Espagne (PROMUSICAE)                    | 2                  |
| États-Unis (Hot 100)                    | 5                  |
| États-Unis (Adult Pop Songs)            | 3                  |
| États-Unis (Radio Songs)                | 2                  |
| États-Unis (Pop Airplay)                | 1                  |
| Finlande (Suomen virallinen lista)      | 17                 |
| France (SNEP)                           | 6                  |
| Italie (FIMI)                           | 8                  |
| Pays-Bas (Single Top 100)               | 7                  |
| Nouvelle-Zélande (RMNZ)                 | 3                  |
| Norvège (VG-lista)                      | 16                 |
| Royaume-Uni (UK Singles Chart)          | 1                  |
| Suède (Sverigetopplistan)               | 13                 |
| Suisse (Schweizer Hitparade)            | 3                  |